# Голый космос
«Голый космос» (англ. The Creature Wasn't Nice) — американский художественный фильм в жанре кинокомедии, поставленный режиссёром Брюсом Киммелом. Фильм был задуман как космическая музыкальная пародия на фильмы 1970-х годов, с аллюзиями на такие картины, как «Космическая одиссея 2001 года», «Чужой», сериал «Звёздный путь».

## Сюжет
Космический корабль «Головокружение» (англ. Vertigo) с экипажем из пяти человек приземляется на неизведанной ранее планете. Вскоре экспедиция обнаруживает инородную слизь, которую доктор Старк забирает с собой на корабль.
Слизь постепенно вырастает в монстра человеческого роста и начинает поедать членов экипажа. В моменты напряжённого комедийного саспенса, одноглазый монстр исполняет песни. В конце фильма монстра ликвидируют, а оставшиеся в живых члены экипажа продолжают свой путь.

## В ролях
| Актёр         | Роль              |
| ------------- | ----------------- |
| Лесли Нильсен | капитан Джеймисон |
| Синди Уильямс | Энни Макхью       |
| Брюс Киммел   | Джон              |
| Геррит Грэм   | Родзински         |
| Патрик Макни  | доктор Старк      |
| Пол Бринигар  | Клинт Иствуд      |
| Рон Куровски  | монстр            |

## Производство
Брюс Киммел задумал фильм в 1979 году, но не мог заинтересовать в производстве фильма ни одну крупную кинокомпанию. Наконец права на производство приобрёл Эл Шварц из компании World Northal Corp, которая прежде занималась распространением в США европейских фильмов, таких как «Хлеб и шоколад» и «Кузен, кузина». Шварц покрыл половину производственного бюджета фильма, который составлял 2 млн долларов, и привлёк в качестве партнёра по финансированию компанию United Artist’s Theater Corporation.
Эффекты для фильма были разработаны компанией Magic Lantern Organization.
В качестве композиторов выступили Дэйвид Спиарс, написавший музыку для драматических эпизодов, и Брюс Киммел, сочинивший комические куплеты, исполняемые в фильме монстром.